# Семь Колодезей (балка)
Семь Колодезей (также Карава; крымскотат. Yedi Quyu) — маловодная балка (река) на Керченском полуострове, длиной 23,0 км, с площадью водосборного бассейна 118,0 км². Относится в группе рек Керченского полуострова. Исток реки находится на юго-западной равнине Керченского полуостров, в 2,5 км юго-восточнее села Кирово, течёт, часто меняя направление, в общем направлении на север. У села Красногорка балка пересекает Парпачский хребет и выходит в Коджаларскую котловину.
Пересекает Северо-Крымский канал в трубе № 31 на ПК 3465+30.
Севернее Северо-Крымского канала по балке проложен главный коллектор № 33 (ГК-33) длиной 15,0 км, проходящий по руслу реки; площадь дренажной сети — 527 гектаров. Ранее река, образуя в устье значительный солончак, впадала в юго-западную часть Акташского озера, ныне, после реконструкции озера, связанной со строительством Крымской АЭС — в отделённый дамбой своего рода лиман. В балке сооружены 9 прудов общим объёмом около 700 тысяч м³ и площадью 33 гектара.
У реки 7 безымянных притоков, из них 2 значительных, оба левые:
- нижний, впадающий в 2 километрах от устья, длиной 5,0 км, площадь водосборного бассейна — 23,1 км²[4], ранее назывался овраг Четен[7];
- верхний, впадающий в 14 километрах от устья, длиной 11,0 км, площадь водосборного бассейна — 13,7 км²[4]. Впадает южнее села Королёво, ранее назывался овраг Кез[7].